# 12413 Johnnyweir
12413 Johnnyweir este un asteroid din centura principală de asteroizi.

## Descriere
12413 Johnnyweir este un asteroid din centura principală de asteroizi. A fost descoperit pe 26 septembrie 1995 la Zelenchukskaya Station de Timur V. Kryachko. Asteroidul prezintă o orbită caracterizată de o semiaxă mare de 2,43 ua, o excentricitate de 0,19 și o înclinație de 3,9° în raport cu ecliptica.